# Ac (商場)

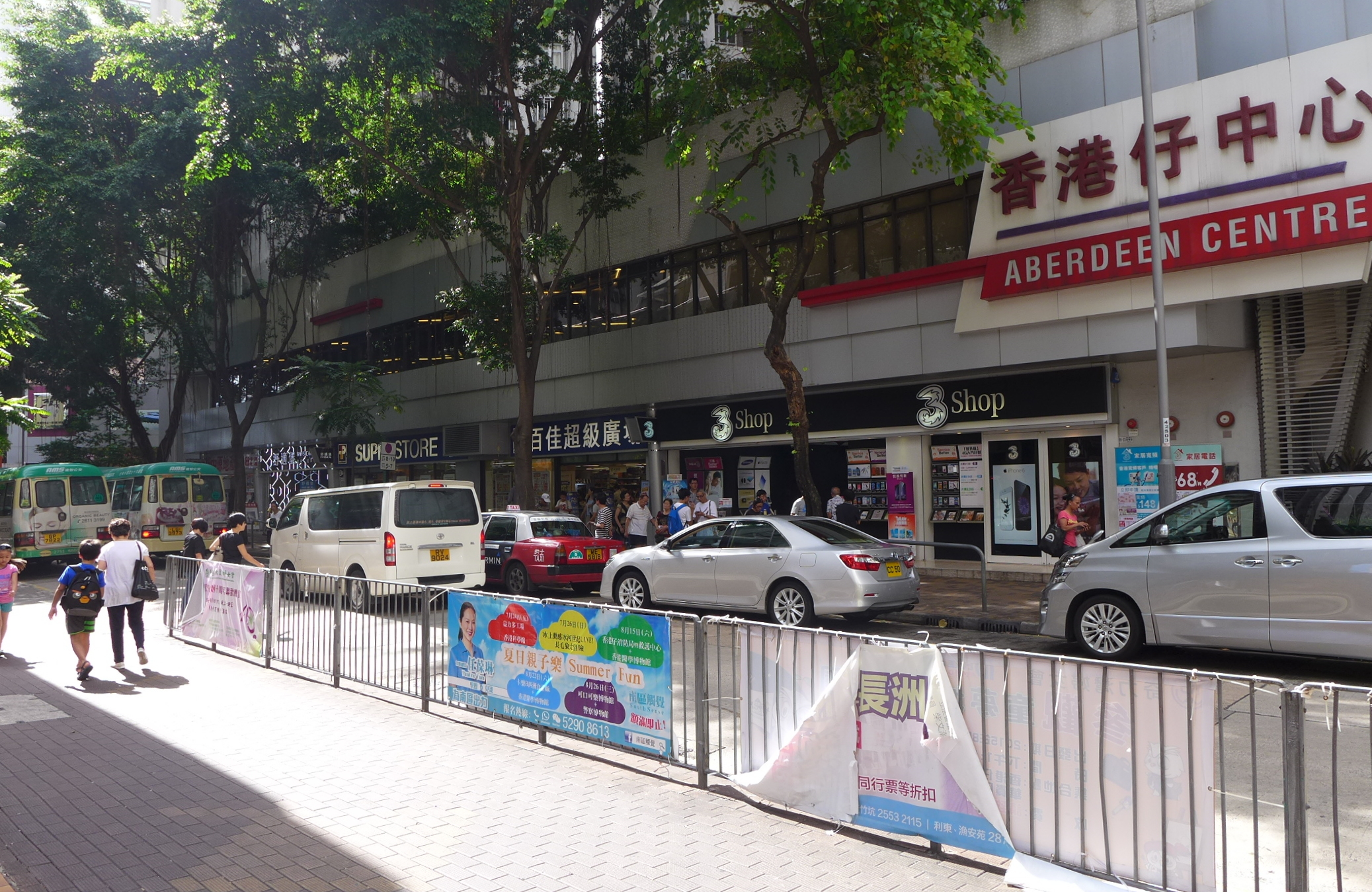
香港仔中心商場ac1外貌

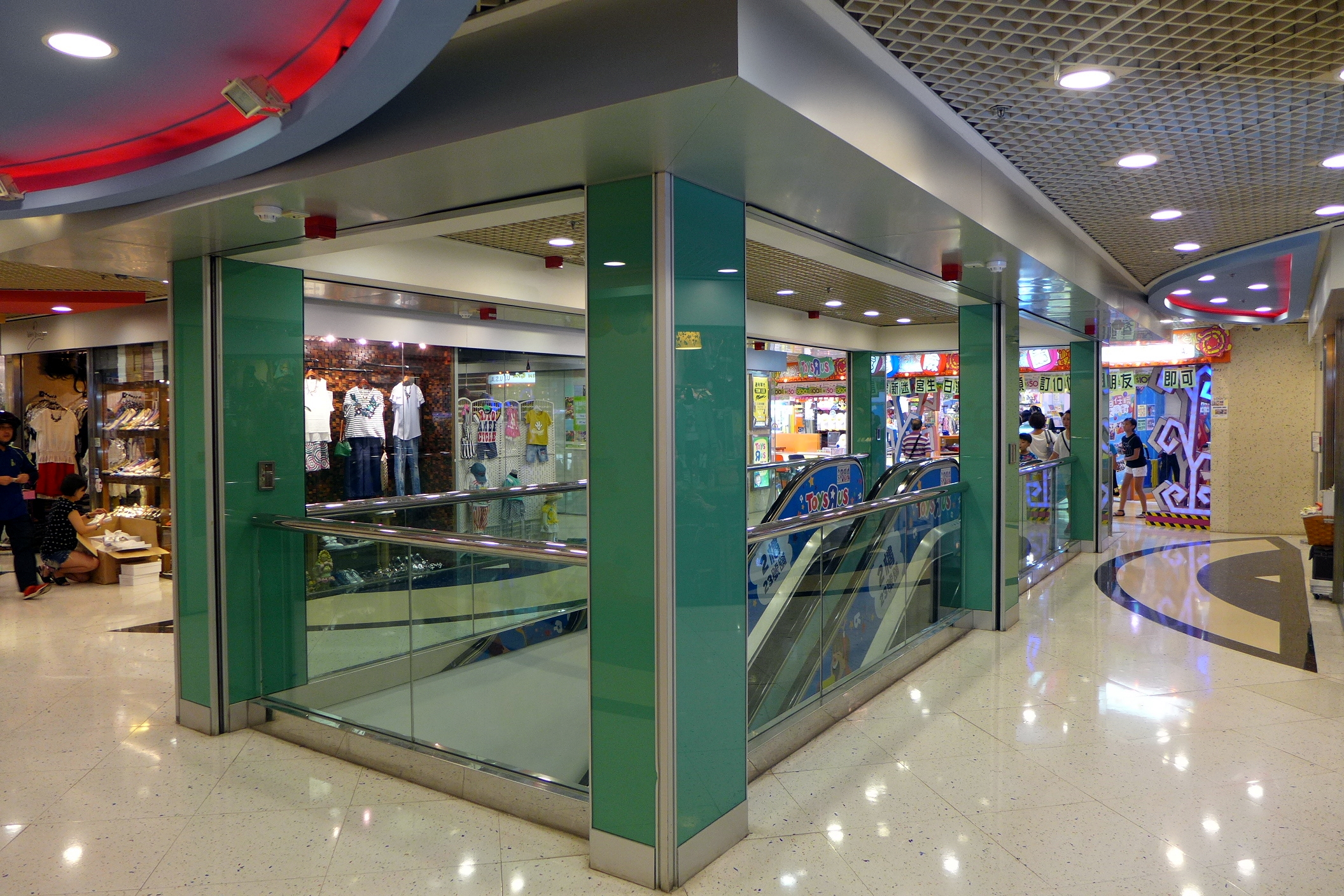
香港仔中心商場ac2 2樓商店

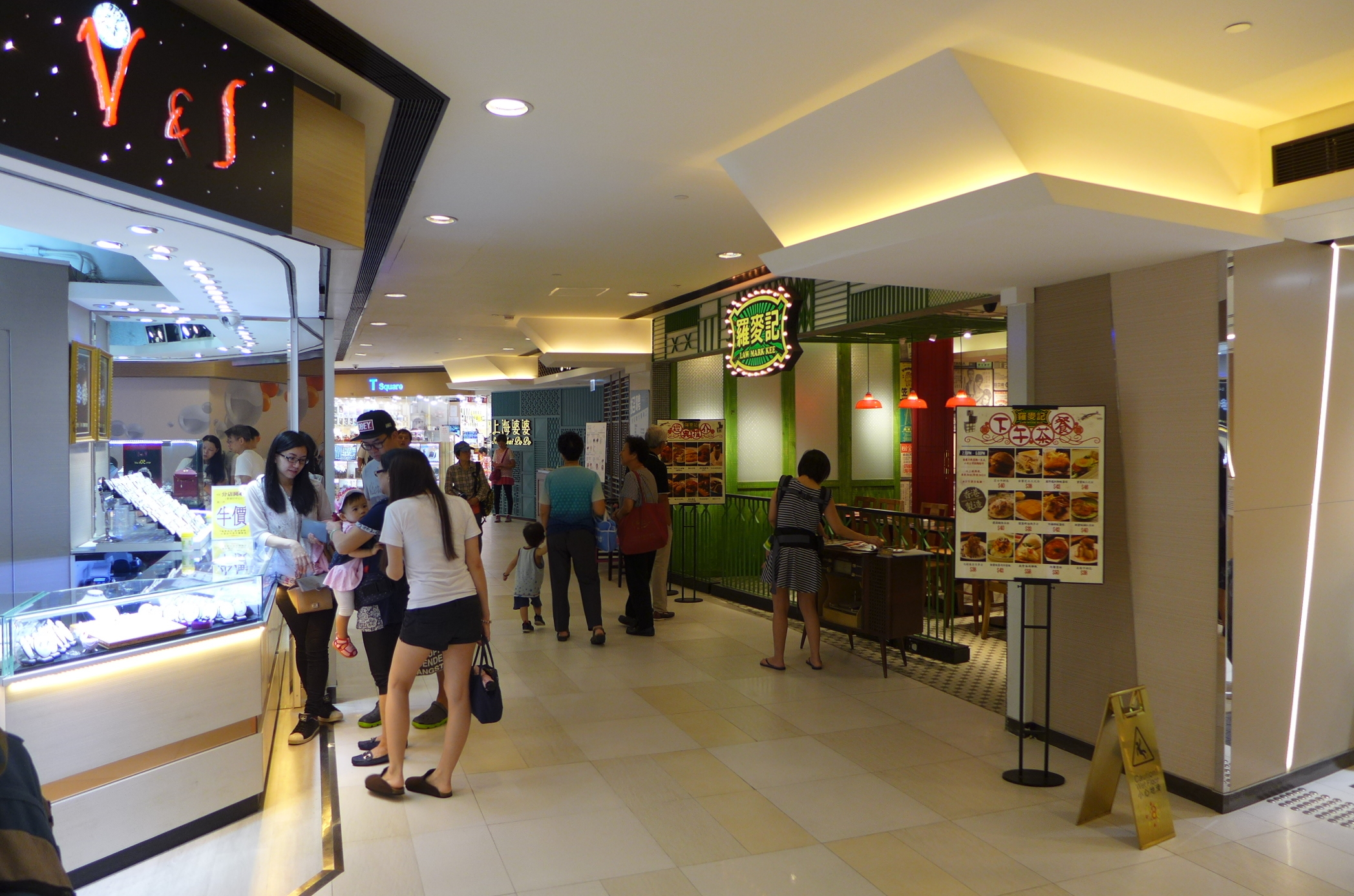
香港仔中心商場ac4 1樓商店

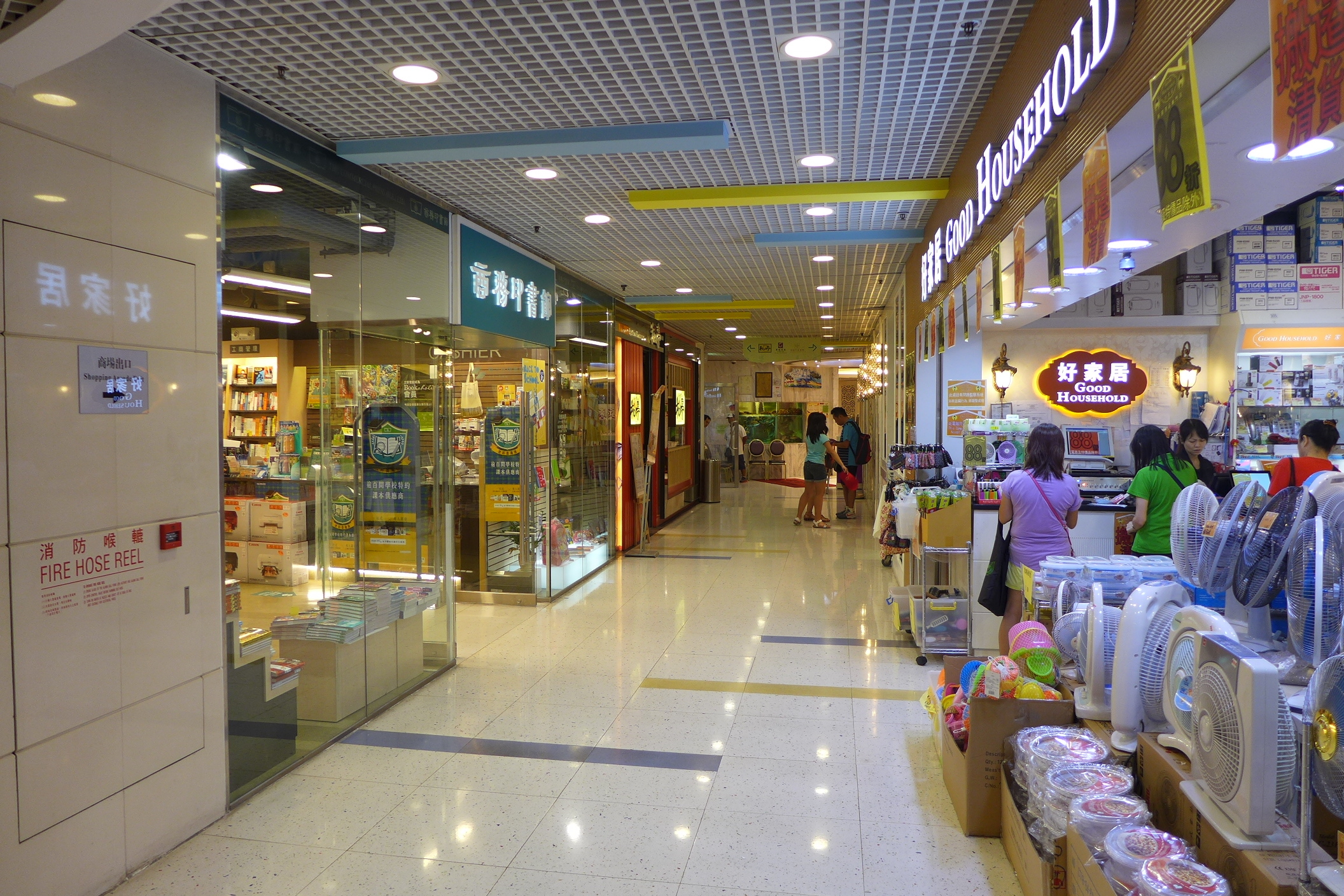
香港仔中心商場ac5 1樓商店

ac，前稱香港仔中心商場（英語：Aberdeen Centre Plaza），位於香港香港島香港仔南寧街，是長江實業旗下的商場，位於香港仔中心基座，不少連鎖店的南區分店都設於此處，當中包括同屬和記黃埔的百佳超級廣場、豐澤電器和屈臣氏。商場共分五期。

## 簡介
香港仔中心在未改建時，前身為船塢，隨後船塢撤出並於1960年進行填海，重建為現時的香港仔中心，香港仔中心商場在1980年落成。香港仔中心商場在1980年代至1990年代曾經有多間大型租戶開業，包括1992年開業的永安百貨（原位置被分拆為多間店舖並重新對外開放，稱為「數碼天地」）、美國冒險樂園、通利琴行、香港賽馬會場外投注站、實惠、Neway卡拉OK和UA香港仔中心戲院、玩具反斗城、名創優品、優之良品、戶戶送小廚專賣店、菜菜鍋、觀樂小天地、Chateraise、商務印書館、大班麵包西餅、囂熊商店等。
而吉利市百貨亦曾經為商場主要租戶之一，在1980年開業。到1987年改為伊勢丹。1996年結業後原位置被分拆為多間店舖。
商場分為5期，第1期位於香港仔中心的北面，有紅蘿蔔寵物店、地球屋-自取收貨點、香港恆香老餅家、AEON Mono Mono生活百貨店、百佳超級廣場、Freshly baked on-site、 華御結日式飯糰專賣店、基督教播道總會港福堂關愛中心等商舖進進駐。
第2期位於香港仔中心的西面，擁有杉玉居酒屋、百芳茶池上台灣麵便當、star Mart星光市場、駟馬拖車潮洲飯店、菜鳥驛自提點站、ROCK MEDICAL 磐石醫療護理專門店、奔Fun樂園、中銀香港、大眾教室、Casablanca Home、眼鏡工房、天逸骨傷痛症及脊椎專科診所、i can code教育研究中心、碩士教室、IKKA HAIR 一家快單剪專門店等商舖。
第3期位於香港仔中心的南面，有兩間酒樓、大家樂、金記冰室、元氣壽司、bossini等商舖。第4期位於香港仔中心的東面，在2014年，位於1樓的嘉年華海鮮酒家結業後改建為商場，加入時尚的室內設計，引入不同類型的食肆及特色零售商戶，當中包括首次進駐港島南區的牛一日式火鍋放題料理專門店、英王麵包店、759阿信屋、十二味中式居酒屋、犀牛台式茶飲捲餅吐司專賣店、INFINITEA、麥當勞、 雞仔嘜、N+ Korea women Fashion shop、Maple women  Fashion shop、
天上野開心廚房、天仁茗茶、余仁生、大夾俠 Big Gap Man、龍豐Mall等。
第5期位於1-4期商場中央，有美心MX、麵尊車仔麵、chicken factory雞工廠、灜火日式放題、RUD日式燒肉專門店、韓樂餐廳、南駅、蕯莉亞意式餐廳、恆生銀行、24/7 fitness健身中心等商舖。
2015年3月，商場易名為《ac》。

## 廣場演出活動
- 黎明
- shine(徐天佑、黃又南) (2005年)
- 鄧麗欣(2006-2007年)(金牌女兒紅、Dating Stephy簽名會)
- 胡杏兒(2006年)
- 陳敏之(2006年)
- sun Boyz(張致恆、陳偉霆、麥子豪)
- 徐子珊
- 張繼聰
- krusty(張詠恩、活己嵐)
- 李施嬅
- Hotcha(張紋嘉、黎美言、張惠雅)(2008年12月25日聖誕節)
- G.E.M 鄧紫棋
- 羅力威(香港電台)
- 姜文杰
- 姜麗文
- 洪卓立
- 李卓庭
- 許廷鏗
- 劉威煌
- 吳雨霏(2010年12月)
- Mr(布志綸、黎澤恩、譚傑明、譚健文、杜志烜)(2012年)

## 租戶

### 食肆
- 第1期商場 ac1
  - coming soon

- 第2期商場 ac2
  - 杉玉
  - 百芳茶池上台灣麵便當
  - 大快活
  - 駟馬拖車潮洲飯店
  - 囍宴專門店
- 第3期商場 ac3
  - 大家樂
  - 新港宴會廳
  - 龍薈
  - 金記冰室
  - 元氣壽司
- 第4期商場 ac4
  - 十二味
  - 太興燒味
  - coming soon
  - 星巴克
  - coming soon
  - 牛一
  - 牛角日本燒肉專門店(放題實施店)
  - 麥當勞
  - McCafé
- 第5期商場  ac5
  - 百份百
  - 意樂
  - 韓樂餐廳
  - RUD日式燒肉專門店
  - chicken factory 雞工廠
  - 美心Mx
  - 瀛火日式放題
  - 譚仔三哥
  - 麵尊車仔麵
  - 八方雲集
  - 南駅
  - saizeriya 蕯莉亞意式餐廳 Ristorante E caffe
  - 百樂門宴會廳
  - 肇順名匯河鮮專門店

- 第1期商場
  - 醉瓊樓→金滿樓海鮮酒家→權發飯店→板長壽司→名廚海鮮酒家→囍Hey日式料理放題→蠔灘（變為）
- 第2期商場
  - 珊瑚堡餐廳→百樂門囍宴(變為駟馬拖車潮洲飯店、囍宴專門店）
  - 新寶海鮮酒家→滬品→百味王火鍋酒家(原位置被分拆為多間店舖)（其位置後變為IKKA HAIR 一家快單剪專門店、杉玉居酒屋)
  - 香港風情茶餐廳→肥師奶粉麵→德和燒味→表哥茶餐廳→東東雲吞麵（其位置後變為大快活）
  - Domon札幌拉麵→越棧(變為百芳茶池上台灣麵便當）
- 第3期商場
  - 新光宴會廳（變為新港宴會廳）
  - 富臨皇宮(變為龍薈海鮮酒家)
  - 香港仔中心第三期（原位置被分拆為多間店舖並重新對外開放）(其位置後變為大家樂)
  - 馬里奧餐廳→皇城潮州粉麵→線來素食(其位置後變為大新銀行）
- 第4期商場
  - 奧斯卡餐廳→海寶酒樓→紅寶石大酒樓、紅寶石茶餐廳（地面） →嘉年華海鮮酒家（當中地面位置變為其燒味檔，於2014年6月結業，原位置於2015年3月被分拆為多間店舖並重新對外開放商場，燒味檔其位置後變為天仁茗茶）
  - 臺梨園餐廳→上海小館(原位置被分拆多間食肆)(其位置後變為麥當勞、McCafé)
  - 峰壽司→菜菜鍋→九井食堂→鮨匠（變為）
  - 羅麥記→上海婆婆(變為太興燒味）
  - 上海婆婆→靠得住粥麵小館(變為)
  - 傷心酸辣粉→中國建設銀行(變為十二味中式居酒屋)
  - Mee lemongrass馬來喇沙海南雞飯專門店→里的茶(變為牛一)
  - 牛一搬到中心四期商場一樓重新開業(利港中心三樓原位置變為sushiro 壽司郎)
  - 殿糖級自家制甜品專門店(孌為犀牛台式茶飲捲餅吐司專賣店、INFINITEA)
- 第5期商場
  - 超群餅店→蛋撻王→甜心小廚（變為八方雲集）
  - 茶軒台灣料理→泰一（變為譚仔三哥）
  - 大快活→王家沙→和亭→茶木台式休閒餐廳(變為24/7 fitness健身中心)
  - 味千拉麵(變為麵尊車仔麵)
  - 吉野家→愛上米線(變為瀛火日式放題)
  - 吉野家搬到湖南街地下另一舖重新開業
  - 大快活搬到中心二期商場地下另一舖重新開業(五期變為蕯莉亞意式餐廳)
  - 大興燒味→南小館→翡翠拉麵小籠包→老二→(變為美心Mx)
  - 大興燒味搬到中心四期商場地下重新開業(五期變為美心Mx）
  - 美心Mx搬到中心五期商場地下重新開業(大鴻輝中心一樓變為日日淘特賣場)
  - KFC搬到對面利港中心二樓另一舖重新開業 (原有位置被分拆為多間食肆)(五期變為百份百、Mama Bakery、意樂餐廳）

- 香港仔西安街金門餐廳搬遷湖南街地下(原位置被部份為多間店舖)(後由青林燒烤火煱食品、實惠肉食專門店、租用)

### 零售
- 百佳超級廣場
- 759阿信屋
- Circle K便利店
- Star Mart星光市場
- 7-Eleven
- 康記海味藥材
- HKTV Mall
- 日本城
- Brahouse
- 楓景
- 天然百貨
- SH 嫻
- coming soon
- Maple women  Fashion shop
- 翠穎
- coming soon
- 奔Fun樂園
- 玩具堂
- 大夾俠 Big Gap Man
- N+ Korea women Fashion shop
- Plus Fashion
- 豐澤電器
- T Sq.uare
- APM Watch Jewellery
- Timmy kids
- 番茄仔嬰兒用品專門店
- 余仁生
- 屈臣氏
- 專業美容美髮
- 卓興藥房
- GYM Master Nutrition Pet shop
- Giordano
- 雞仔嘜
- 視力健專業眼鏡中心
- BoBo 精品
- 龍豐Mall
- Bossini
- Pray
- 眼鏡工房
- 寶石大洋
- Baleno
- 天上野開心廚房
- 逸駿電子(香港)有限公司
- 金儀孕婦童裝
- 紅蘿蔔寵物店
- 寶通電訊
- 峻弦傢俬
- 築寓室內設計及工程有限公司
- 韓屋
- AEON Mono Mono生活百貨店
- Da Da wowmen fashion shop

- 吉利市→伊勢丹百貨公司（原位置被分拆為多間店舖並重新對外開放）(其位置後變為屈臣氏)
- 偉明光昌眼鏡店→台式冰室→u right→s culture →isai→大昌食品專門店→cookin(變為Maple women  Fashion shop )
- 優之良品→運動家→名創優品(變為759阿信屋)
- 永安百貨（原位置被分拆為多間店舖並重新對外開放，稱為「數碼天地」）
- 東海堂→金龍船餅店(其位置後變為中華煤氣)
- 鎮南大酒樓餐廳→大家樂→星展銀行(湖南街安泰大廈原位置部份被分拆為多間店舖變為興發隆蔬菜鮮果店、租用)
- K Baby Shop→Toys Planet
- Hang Tenfashion shop→759阿信屋→Chateraise(變為)
- 鬍鬚堅運動用品專門店搬到利群商場地下另一舖重新開幕(變為家品屋)
- 伊藤家 Bakery cake shop→阿波羅美極屋（變為大眾教室）
- Walker shoes shop→裕豐優質凍肉專門店（變為奔Fun樂園）
- 電影角度
- 囂熊商店 Bad Panda shop（變為ROCK MEDICAL 磐石醫療護理專門店）
- viviToys shop(變為Parkland Music institue centre)
- 日本城→優質乾洗會（原位置被分拆為店舖)→味千拉麵(變為麵尊車仔麵)
- 奇趣天地→紅蘿蔔寵物店→kodak express(孌為bossini)
- 任你食→位元堂→大昌食品專門店→滿記甜品(孌為南駅)
- 日本城→123 by Ella（原位置被分拆為Adidas、Nike多間運動店舖)(其位置後變為chicken factory 雞工廠、韓樂餐廳、RUD日式燒肉專門店)
- 759阿信屋搬到中心四期商場地下重新開幕(二期變為)
- V&J jewellery (變為Bear women fashion shop)
- wacoal(變為Pray)
- FH COLLECTION→Kam's Eyewear
- 一品優質凍肉專門店(變為大夾俠 夾公仔 Big Gap Man)
- 零食物語→A-look→啟泰藥業→北京同仁堂(變為卓興藥房)
- 大班麵包西餅（變為）
- 品味1+1→教育中心(變為天上野開心廚房)
- BSX→時間廊→華潤堂(變為北京同仁堂)
- 123 by Ella搬到中心四期商場一樓重新開幕(變為補習中心)
- 莎莎化妝品店→Maple women fashion shop(變為交通銀行)
- 3電訊搬到中心二期商場一樓豐澤電器重新營業(一期變為華御結日式飯糰專賣店)
- ingridmillet shimmernet shop→Mee lemongrass馬來喇沙海南雞飯專門店→里的茶(變為牛一)
- 香港仔街市一樓裕豐優質凍肉專門店搬到中心二期數碼天地商場地下→大道198-200號地舖
- 香港仔街市一樓康記海味藥材搬遷中心二期數碼天地商場地下重新營業
- 香港仔大道利群中心地下地球屋-自取收貨站搬到中心一期商場一樓重新營業
- 香港仔大道利群中心一樓Star Mart星光市場搬到中心二期數碼天地商場地下重新營業
- 莎莎化妝品店搬到利港中心地下另一舖(原位置G2000、The Body shop被分拆為多間店舖)重新開幕
- Union shoes shop→東海堂PoP UP store(變為Star Mart星光市場)
- 香港仔大道永發商業大廈實惠搬遷舊大街安輝大廈重新營業(原位置變為真誠護老院)
- 雞仔嘜搬遷中心四期商場重新營業(成都道原位置變為誠德大藥房)
- 搬遷中心四期商場地下另一舖重新開幕
- 天上野開心廚房(變為余仁生)
- Fancy’s women fashion shop(變為元宇宙金星Hair Hourse)
- 位元堂搬到湖北街地下另一舖重新營業(五期變為南駅)
- 東海堂搬到成都道茂盛大廈地下重新開業(四期變為A-1 Bakery英王麵包店)
- 快圖美搬到成都道茂盛大廈地下重新營業(五期變為Circle K便利店、Bread work By saint Honore)
- 北京同仁堂搬到中心四期商場地下重新營業(成都道添喜大廈原位置變為優品360)
- 搬到利港中心地下另一舖重新開幕(四期變為北京同仁堂)
- 卓興藥房搬到中心四期商場地下重新營業(東勝道原位置變為漁利泰燒臘咖啡茶餐廳、嘉利大藥房)
- 靚靚化妝品(變為Mu Mu wowmen fashion shop)
- 紅蘿蔔寵物店→好家居→日本城
- 金儀孕婦童裝搬到中心二期商場二樓重新營業(變為翠穎)
- Trendyland Toys shop(變為明師教育中心)
- shoe mart→Delicron Men's clothing shop（變為HkTVmall)
- sanrio gift gate shop（變為匯豐銀行自動理財中心)

### 食品
- 英王麵包店
- coming soon
- Mama Bakery
- Saint Honore Cake Shop
- Freshly baked on-site
- 香港恆香老餅家
- coming soon
- 華御結
- 犀牛台式茶飲捲餅吐司專賣店
- INFINITEA
- 天仁茗茶

### 娛樂生活休閒
- 24/7 fitness健身中心(24 Hours)
- 足君好保健中心
- 地球屋-自取收貨點
- 韓日髮型屋
- 基督教播道總會港福堂關愛中心
- coming soon
- Cherry
- 樂康軒
- 菜鳥驛自提點站
- ROCK MEDICAL 磐石醫療護理專門店
- IKKA HAIR 一家快單剪專門店

- UA香港仔中心戲院(原位置被分拆為多間店舖)（其位置後由MathConcept Learning Center、K-Academy Learning Centre、地球屋-自取收貨站、百佳超級廣場、Freshly baked on-site租用，並成為擴建部份）
- 金鷹洗衣店（後由百佳超級廣場貨倉租用)
- 美麗華旅遊→中國人壽(海外)(後由N+ Korea women Fashion shop租用)
- 通利琴行→(原位置被分拆為多間店舖)(後由中銀香港、Uniminds English Education Centre 學德園租用)
- kumon 公文式搬到大道永發商業大廈重新營業
- kids fashion shop→教育中心(後由大眾教室租用)
- 香港仔中心二期大眾教室擴充二樓分校
- 大快活(原位置被分拆為多間店舖)→商務印書館（後由 saizeriya 蕯莉亞意式餐廳 Ristorante E caffe租用）
- 創意學堂
- 迦南幼稚園（後由基督教播道總會港福堂關愛中心租用)
- 五洲琴行後由租用)
- 香港仔中心匯豐銀行卓越理財中心四期地下分行（後由龍豐 Mall租用)
- 鐳射天地搬到利群中心地下另一舖重新營業（後由鬍鬚堅運動用品專門店租用)
- Neway卡拉OK（後由百樂門宴會廳、肇順名匯河鮮專門店租用)
- 專業旅運（後由康記海味藥材租用)
- 歡樂小天地→華富國貨→龍華食品→實惠→舒適堡(原位置被分拆為多間店舖）(後由香港恆香老餅家、AEON Mono Mono生活百貨店、租用)
- 中醫診所→(後由GYM Master Nutrition Pet shop租用)
- 玩具反斗城(原位置被分拆為多間店舖)(後由方賢教育、租用)
- 美國冒險樂園→deliveroo 戶戶送小廚專賣店→展覽照相館(原位置被分拆為多間店舖）(後由租用)
- 永安旅遊（後由Full House fashion shop租用)
- 香港賽馬會場外投注站（後由金記冰室租用)
- Smarty Owl Learning Center搬到利群商業大廈另一舖分校重新開幕
- 香港仔湖北街中銀香港擴充中心二期二樓分行
- 狀學堂擴充中心四期一樓隔離鋪位
- 香港仔大鴻輝中心匯豐銀行理財中心搬到中心四期一樓分行
- 香港仔大道24/7 fitness健身中心擴充中心五期地下分店
- 香港仔中心永安銀行中心四期地下分行(後由Giordano租用)
- 香港仔大道金香大廈恆生銀行搬到中心五期地下分行(原位置被分拆為多間店舖)(後由譚家菜、凍肉專賣店、荷里活冰室、大生生活超市、煮意亭、辣妹子、一家D甜、啊一手打檸檬茶租用)
- 香港仔成都道添喜大廈交通銀行搬到中心四期地下分行
- 湖南街安泰大廈星展銀行
- 佳麗髮廊（後由中國工商銀行租用)
- 佳麗髮廊湖北街一樓搬到另一舖重新營業
- 中原地產（後由香港置業租用)
- 尼詩髮廊(後由韓日髮型屋租用)

### 銀行
- 匯豐銀行
- 恒生銀行
- 中銀香港
- 渣打銀行
- 交通銀行
- 中國工商銀行(亞洲)
- 大新銀行

### 教育
- 大眾教室
- 碩士教室
- coming soon
- 明師教育中心
- 狀學堂Juniorversity
- Babington Education Centre
- Monkey Tree English Learning Center
- 方賢教育
- K-Academy Learning Centre
- Parkland Music institue centre
- MathConcept Learning Center
- i can code教育研究中心

## 鄰近建築
- 香港仔市政大廈
- 利港中心
- 福利群大廈

## 外部連結
- 商場網站（页面存档备份，存于）

### 展覽
- 韓國夏日主題照相館2023

日期:22-7-2023-9-2023

地點:香港仔中心二期二樓及四期地下商場
- 冬日天馬行空菠蘿遊聖誕展覽

日期:8-11-2024-2-1-2025
地點:香港仔中心露天廣場及四期地下商場
- 招財麻雀貓齊賀富竹蛇年農曆新年展覽

日期:9-1-2025-17-2-2025
地點:香港仔中心露天廣場及四期地下商場